# یی‌وانگ‌جیک
یی‌وانگ‌جیک (کره‌ای: 이왕직) یا اداره خاندان یی (Office of the Yi Dynasty) سازمانی بود که امور خاندان سلطنتی یی کره را در زمان استعمار ژاپن بر کره مدیریت می‌کرد. این سازمان در فوریه ۱۹۱۱ به عنوان بخشی از دفتر خاندان امپراتوری دولت مرکزی ژاپنی تأسیس شد اما تحت نظارت روزانه فرماندار کل کره بود.